# Heath Slater
Heath Wallace Miller (Pineville, 15 de julho de 1983) é um lutador de wrestling profissional estadunidense que atualmente trabalha para a Impact Wrestling, atuando sob o nome de Heath. Miller também é conhecido por seu tempo na WWE onde foi um dos competidores da primeira temporada do WWE NXT, sendo o quarto colocado. Em sua carreira, Miller foi campeão floridense dos pesos-pesados, três vezes campeão de duplas da WWE com Justin Gabriel e uma vez campeão de duplas do SmackDown com Rhyno.

## Carreira no wrestling profissional

### Treinamento e circuito independente (2004–2006)
Crescendo na Virgínia Ocidental, Miller participou de backyard wrestling. Miller foi treinado por Curtis Hughes na WWA4 Pro Wrestling School antes de estrear em 2004. Enquanto treinava, ele apareceu em dois episódios de Blue Collar. Ele começou a competir no circuito independente nordestino, inclusive na NWA Wildside. Lá, Miller ganhou o GCW Columbus Heavyweight Championship após derrotar Scott Beach em 2004. Na metade de 2005, Miller passou a lutar na NWA Anarchy. Ele estreou em uma luta de duplas em 2 de julho, quando ele e Randall Johnson foram derrotados pelo Urban Assault Squad. Miller e Johnson formaram uma dupla fixa, sendo derrotados nos meses seguintes por Alabama Attitude, Three Guys That Totally Rule (Seth Delay e Patrick Bentley), Jeremy V e Jason Blackman, antes de conseguirem a primeira vitória contra Skitzo e Brett Thunder em 29 de outubro. Na semana seguinte, eles foram novamente derrotados por V e Blackman. Em dezembro de 2005, Miller passou a lutar na Great Championship Wrestling (GCW) na Geórgia, sendo derrotado por Jaki por desqualificação em 10 de dezembro. Em abril de 2006, Miller formou uma dupla com Eric Watts, derrotando Cru Jones e Shawn Banks em duas ocasiões seguidas. No mês seguinte, Miller foi derrotado por Scotty Beach em uma luta pelo GCW Television Championship. Em julho, Miller adotou a alcunha de "The Thriller", e em 22 de julho, Miller desistiu do GCW Columbus Heavyweight Championship. Em setembro, Miller formou uma dupla com seu rival Scotty Beach. A última aparição de Miller na GCW aconteceu em 13 de dezembro, em uma derrota para Legion Freakin' Cage.

### World Wrestling Entertainment/WWE

#### Territórios de desenvolvimento (2006–2010)
Em dezembro de 2006, Miller foi contratado pela World Wrestling Entertainment e mandado para o território de desenvolvimento Deep South Wrestling (DSW). Quando a relação entre a WWE e a DSW acabou em 2007, Miller foi transferido para o novo território, Florida Championship Wrestling (FCW). Em junho de 2007, Miller se tornou manager de Shawn McGrath usando o nome "Heath Wallace Miller Esq." No entanto, Miller voltou a usar seu nome real, além de continuar a ser manager de McGrath.

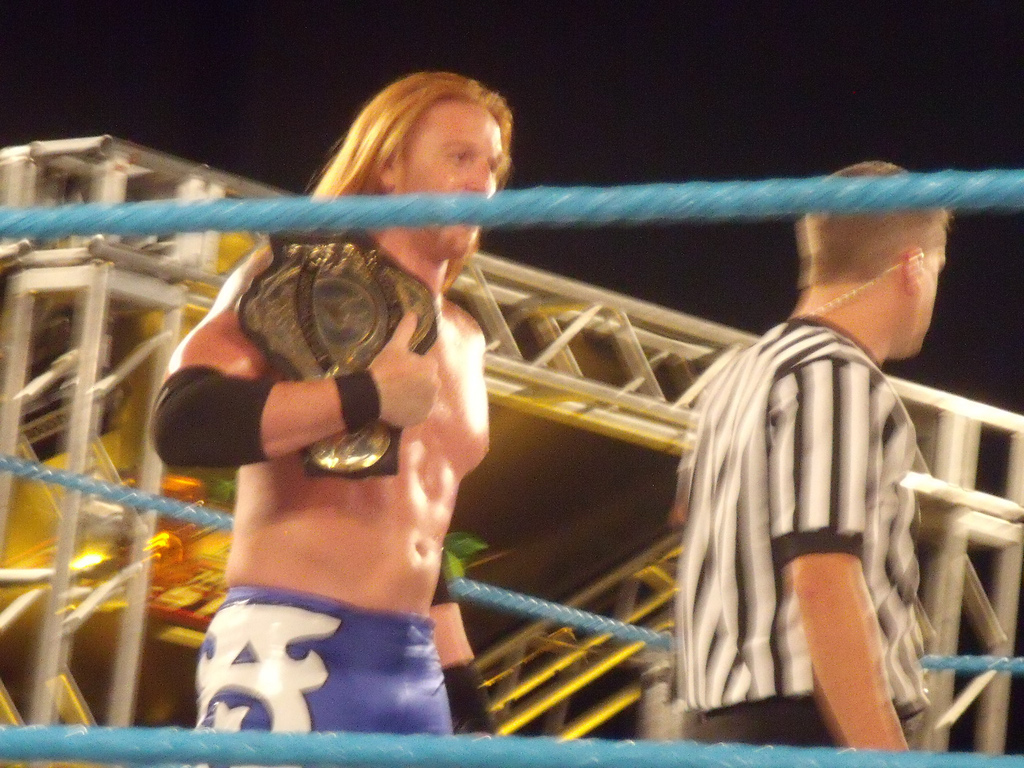
Miller com o FCW Florida Heavyweight Championship em agosto de 2009.

Em 2007, Miller ganhou um talk show chamado "Happy Hour" durante os eventos da FCW. Durante um desses segmentos, Billy Kidman era o convidado; Miller comentou o declínio da carreira de Kidman. Isso criou uma rivalidade entre os dois, resultando em uma série de lutas. Em janeiro de 2008, Miller passou a defender o FCW Southern Heavyweight Championship para o campeão lesionado Ted DiBiase, Jr.. DiBiase desistiu do título e Miller foi coroado campeão.
Miller e seu parceiro Steve Lewington foram derrotados por John Morrison e The Miz em uma luta pelo WWE Tag Team Championship em um episódio da FCW em 15 de fevereiro de 2008. Miller e Lewington participaram de um torneio para coroar os primeiros Campeões de Duplas da FCW em fevereiro de 2008. Miller e Lewington derrotaram Brandon Groom e Greg Jackson, e The Thoroughbreds (Johnny Curtis e Kevin Kiley) para chegar a final. Em 23 de fevereiro, Miller e Lewington foram derrotados pelos Puerto Rican Nightmares (Eddie Colón e Eric Pérez) na final do torneio. Em 11 de setembro, em dupla com Joe Hennig, Miller ganhou o FCW Florida Tag Team Championship. Como campeão, ele mudaria seu nome para "Sebastian Slater". Em 30 de outubro, Slater e Hennig perderam os títulos para The New Hart Foundation (Harry Smith e TJ Wilson). Ele retornou de uma lesão derrotando Justin Angel. Em 13 de agosto de 2009, Miller derrotou Tyler Reks para se tornar Campeão dos Pesos-Pesados da FCW. Miller perderia o FCW Heavyweight Championship para Justin Gabriel em 24 de setembro de 2009.

#### NXT, Nexus e The Corre (2010–2011)
Em 16 de fevereiro de 2010, Slater foi anunciado como um dos oito lutadores da FCW que participariam da primeira temporada do WWE NXT, com Christian como seu mentor. No primeiro episódio do NXT, Slater ganhou sua primeira luta ao derrotar, com Christian, Carlito e Michael Tarver. Duas semanas depois, Slater foi o primeiro rookie a derrotar um lutador da WWE em lutas individuais, derrotando Carlito. Ele ficou em quarto colocado na enquete de 30 de março. No NXT de 6 de abril, Slater venceu um desafio de carregador de barril. Na mesma noite, ele foi derrotado por Kane. Slater derrotou Chris Jericho no NXT de 20 de abril. Slater continuou no quarto lugar na enquete em 11 de maio. Ele foi eliminado da competição em 25 de maio.

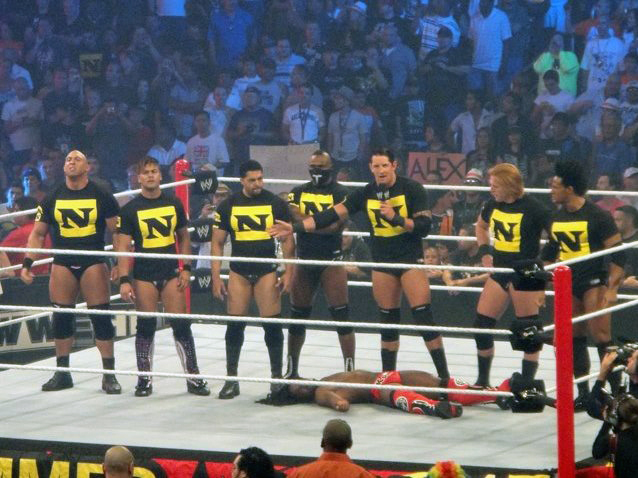
Slater (segundo da direita) com o resto do The Nexus no SummerSlam.

No Raw de 7 de junho, Slater e os outros participantes do NXT se tornaram vilões ao interferir em uma luta entre John Cena e CM Punk, atacando os dois, os comentaristas, Justin Roberts e outros funcionários antes de desmantelar a arena, o ringue e equipamento ao redor do ringue. Na semana seguinte, eles, sem Daniel Bryan atacaram o Gerente Geral do Raw Bret Hart quando ele se recusou a lhes contratar. No Fatal 4-Way, os sete interferiram em uma luta pelo WWE Championship, fazendo Cena perder o título. No Raw seguinte, Vince McMahon demitiu Hart e contratou os sete. Eles passaram a usar o nome de The Nexus. No Raw de 12 de julho, Nexus competiu em sua primeira luta, em uma luta 6-contra-1 (sem Darren Young) contra Cena, o derrotando. O Nexus continuou a rivalidade com Cena e com o elenco do Raw, culminando em uma luta de eliminação 7-contra-7 no SummerSlam. O time de Cena derrotou o Nexus.
Em outubro de 2010, Cena foi forçado a se juntar ao Nexus após ter sido derrotado por Barrett no Hell in a Cell. No pay-per-view seguinte, Cena e Otunga ganharam WWE Tag Team Championship. No Raw de 25 de outubro, Barrett fez com que Slater e Justin Gabriel enfrentassem Cena e Otunga pelo título. Gabriel e Slater ganharam após Barrett forçar Otunga a se deitar e deixar ser derrotado. Gabriel e Slater mantiveram os títulos por quase dois meses, sendo derrotados pelos títulos por Santino Marella e Vladimir Kozlov em uma luta que também envolveu The Usos e Mark Henry e Yoshi Tatsu no Raw de 6 de dezembro. Gabriel e Slater tiveram uma revanche pelos títulos no TLC: Tables, Ladders & Chairs, mas foram desqualificados após interferência de Michael McGillicutty.
No Raw de 10 de janeiro de 2011, Gabriel e Slater se recusaram a participar da iniciação proposta pelo novo líder do Nexus, CM Punk, abandonando o grupo.
No SmackDown de 14 de janeiro, Gabriel e Slater se uniram a Wade Barrett e Ezekiel Jackson para atacar Big Show. Na semana seguinte, o quarteto passou a se chamar The Corre. Gabriel e Slater derrotaram Kozlov e Marella no SmackDown de 4 de fevereiro, ganhando uma luta pelo WWE Tag Team Championship duas semanas depois, mas acabaram sendo desqualificados após interferência de Barrett e Jackson. Eles receberam mais uma luta no Elimination Chamber e derrotaram Marella e Kozlov para ganhar o WWE Tag Team Championship pela segunda vez.
No Raw da noite seguinte, Gabriel e Slater perderam o título para John Cena e The Miz, os reconquistando alguns minutos depois em uma revanche. The Corre continuou a rivalidade com Big Show, e no WrestleMania XXVII foram derrotados por Big Show, Kane, Santino Marella e Kofi Kingston. No SmackDown de 19 de abril, Gabriel e Slater perderam o título para Kane e Show. Em um segmento algum tempo depois, Slater atacou Gabriel, lhe culpando pela derrota. Em 6 de maio, Gabriel, Barrett e Slater atacaram Jackson, o expulsando do grupo. Em 10 de junho, The Corre acabou oficialmente quando Barrett os abandonou em uma luta.
Gabriel e Slater começariam, então, uma rivalidade com os Usos.

#### Lutas individuais (2011–2012)
No SmackDown de 15 de julho, Slater começou uma rivalidade com Gabriel após uma discussão. Na mesma noite, Slater foi derrotado por Gabriel. No Money in the Bank, ele e Gabriel participaram da luta Money in the Bank do SmackDown, vencida por Daniel Bryan.
Em 17 de outubro de 2011, Slater foi suspenso por 30 dias após falhar em um teste antidrogas da WWE. Ele retornou no SmackDown de 25 de novembro, sendo derrotado por Ted DiBiase. No SmackDown de 6 de janeiro, Slater foi derrotado por Hornswoggle em um desafio Over the Top Rope. No WrestleMania XXVIII, Slater, nos bastidores, brigou com o rapper Flo Rida. No SmackDown de 10 de abril, Slater teve como manager Jimmy Hart, em uma luta de duplas com Tyson Kidd contra os Usos, mas foi derrotado.
Nas semanas anteriores ao episódio 1000 do Raw, Slater passou a manter rivalidades com lutadores e personalidades da história do programa. Ele enfrentou - sendo derrotado em todas as oportunidades, exceto contra Doink the Clown - e foi atacado por Vader, Roddy Piper, Wendi Richter e Cyndi Lauper; Sycho Sid, Diamond Dallas Page, Bob Backlund, Rikishi e Road Warrior Animal. No milésimo episódio do Raw, Slater foi derrotado por Lita em uma luta sem desqualificações, após interferência dos lutadores que enfrentaram Slater nas semanas anteriores e da APA.

#### 3MB (2012–2015)

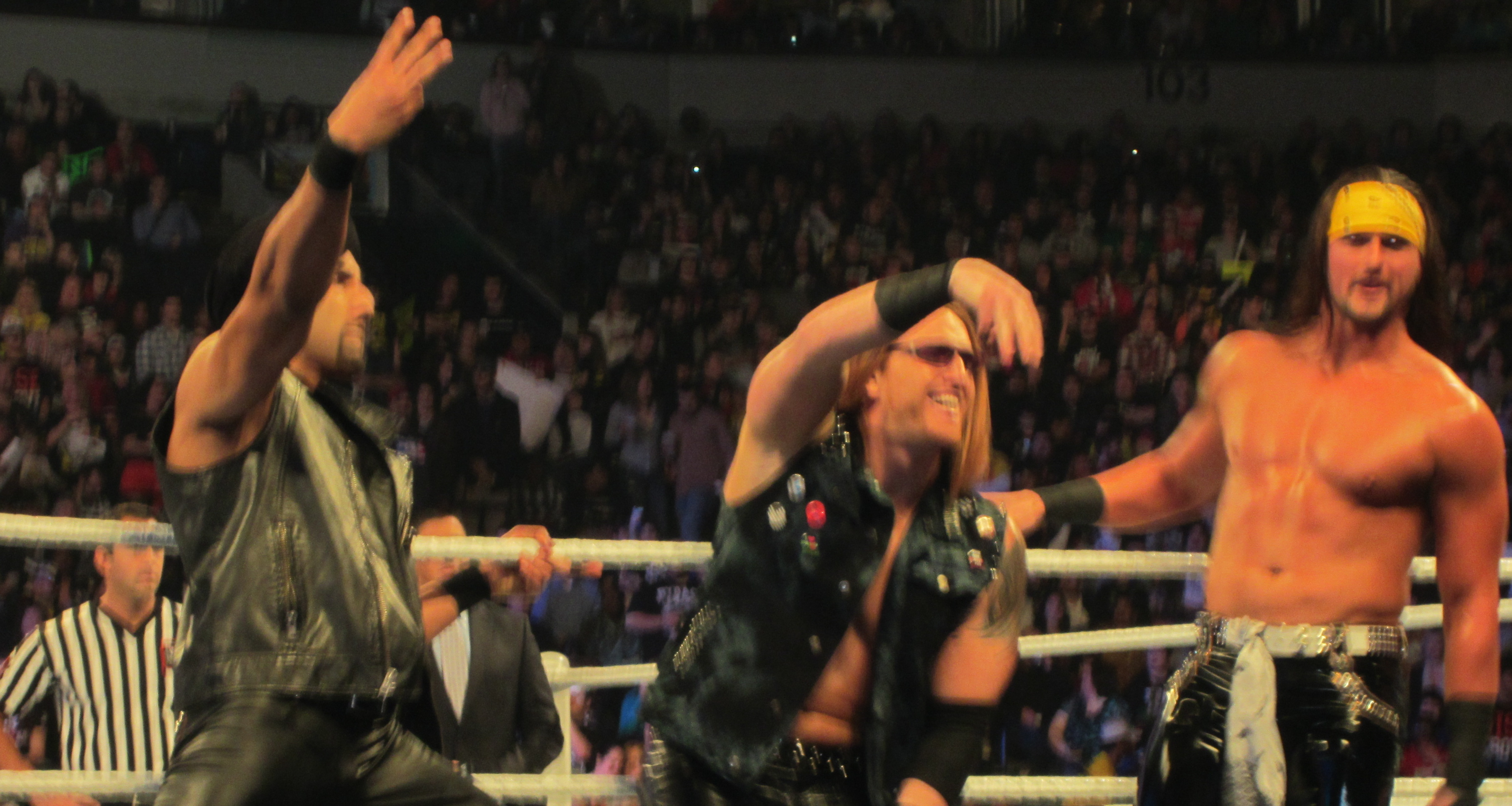
3MB em 2013.

No SmackDown de 21 de setembro, Drew McIntyre e Jinder Mahal interferiram em uma luta entre Slater e Brodus Clay, atacando o último. O trio passou a se chamar 3MB. No WWE Superstars de 27 de setembro, Mahal e McIntyre acompanharam Slater em uma luta contra Yoshi Tatsu. Após Slater vencer, os três atacaram Tatsu. No pré-show do Survivor Series, Slater e Mahal derrotaram Santino Marella e Zack Ryder. No TLC: Tables, Ladders & Chairs, 3MB foi derrotado por The Miz, Alberto Del Rio e Brooklyn Brawler. No Raw da noite seguinte, foi novamente derrotado por Miz, Del Rio e Tommy Dreamer. Eles começaram uma longa sequência de derrotas em lutas individuais, em dupla e em trio. No vigésimo aniversário do Raw, em 14 de janeiro de 2013, 3MB derrotou Sheamus em um Desafio Over the Top Rope. Slater e McIntyre representaram 3MB no torneio para definir os primeiros Campeões de Duplas do NXT, mas foram derrotados na primeira rodada por Adrian Neville e Oliver Grey. Slater e os outros membros do grupo participaram do Royal Rumble, mas foram todos eliminados. No SmackDown de 12 de abril, o trio tentou atacar Triple H. The Shield os atacou. No Raw seguinte, o trio foi atacado por Brock Lesnar. No Raw de 29 de abril, o trio tentou atacar The Shield, sem sucesso.
Slater Gator (2014-2015)
Após as demissões de Drew McIntyre e Jinder Mahal em 12 de Junho de 2014, Heath Slater se tornou o único remanescente da 3MB a ainda fazer parte da empresa, colocando assim o fim na stable. Semanas após o ocorrido, Slater começou uma dupla com Titus O'Neil denominando o nome da dupla de "Slater Gator", fazendo referência ao sobre nome de Heath Slater e o apelido de Titus (Gador, traduzindo para "crocolido" em inglês). A estreia da dupla se deu em 11 de Julho de 2014 em uma edição do SmackDown, onde foram derrotados pelo The Usos. A dupla conseguiu uma vitória dias depois em um combate de duplas contra Sin Cara e Zack Ryder, com Titus O'Neil obtendo o pin sobre Zack Ryder, essa luta ocorreu na edição de 31 de Julho de 2014 do show Superstars. O destaque dessa tag team eram os segmentos de comédia que ambos realizavam nos vestiários, com discussões cómicas entre os 2 companheiros de duplas. Em comabates solo, Heath Slater passou por uma sequência de vitórias contra Seth Rollins via roll up graças a uma distração de Dean Ambrose, Goldust, Stardust e Dolph Ziggler por count-out, essa sequência teve um fim em um combate de duplas na edição de 19 de Agosto de 2014 numa edição do show Main Event, onde Slater Gator foram derrotados por Los Matadores. A maior rivalidade da dupla foi contra os próprios Los Matadores, onde tiveram a companhia do "Mini Gator", que na verdade era Hornswoggle em uma fantasia de jacaré, enquanto os Los Matadores tinham a companhia de seu mascote "El Torito". Slater Gator sairam derrotados dessa rivalidade. A dupla entrou em hiatus no período de Dezmebro de 2014 a Janeiro de 2015 devido a problemas judiciais que Heath Slater enfrentou no período, depois do fim das investigações, o superstar foi inocentado de todas as acusações. A dupla se reuniu novamente para enfrentarem Roman Reigns e Daniel Bryan em uma Tag Team Turmoil na edição de 15 de Fevereiro do SmackDown, onde foram dominados e eliminados rapidamente após Roman Reigns obter o pin sobre Heath Slater. A dupla teve seu fim em 16 de Fevereiro de 2015 (4 dias após a Tag Team Turmoil), após Titus O'Neil salvar seu antigo companheiro de duplas Daren Young de um ataque da The Ascension. Após o ocorrido, Heath Slater disse em um tuite que de agora em diante passaria a pensar em si próprio e focar em sua carreira solo.
Carreira solo (2015-2016)
Após o fim da dupla com Titus O'Neal, Slater tentou obter sucesso individualmente, tendo como principal foco responder ao desafio aberto pelo United States Championship oferecido pelo na época campeão John Cena. Porém sempre que o lutador se dirigia ao ringue para aceitar o desafio, um outro superstar o atacava e impedia Slater de participar do combate, como por exemplo Randy Orton em um ataque de fúria na edição de 20 de Abril de 2015 do RAW onde aplicou um RKO em Heath Slater enquanto o mesmo se encontrava no refeitório e Bret Hart acertando Slater com um microfone enquanto o mesmo reclamava de sempre ser prejudicado na questão dos desafios abertos na edição do RAW em 4 de Maio de 2015.

Social Outcasts (2016)
No dia 4 de Janeiro de 2016, Heath Slater juntamente com Bo Dallas, Curtis Axel e Adam Rose formou a stable denominada de "Social Outcasts", onde os 4 superstars afirmaram que estavam cansados de serem deixados de lado pela empresa e que agora juntos buscariam o seu lugar ao sol, Slater era considerado o líder e porta voz da stable. Na edição do Main Event do dia 5 de Janeiro de 2016, Curtis Axel e Bo Dallas foram derrotados pelos Usos em uma tag team match no combate de estreia do grupo,. No dia 11 de Janeiro de 2016 numa edição do RAW, Os Social Outcasts enfrenteram a Wyatt Family num combate handicap 4x3, onde quase perderam mas foram salvos por Ryback.

## No wrestling
- Movimentos de finalizaçrãjuntamente com Bo Dallas, Adam Rose e Curtis Axel formou a stable nomeada de "Social Outcastso
  - E-minor[58] (Snap inverted DDT)[59] – 2011–present
  - Heath-Breaker / Jumping neckbreaker[1][60] – circuito independente; usado como movimento regular na WWE e FCW
  - Sweetness (Jumping Russian legsweep ou Jumping reverse STO)[4]
- Movimentos secundários
  - Dropkick
  - Flapjack[4]
  - Reverse STO[4]
  - Sitout suplex slam
  - Schoolboy
  - Scoop powerslam[4]
  - Scoop slam[4]
  - Spinning spinebuster[4]
  - Tornado DDT
- Managers
  - Jimmy Hart
- Lutadores de quem foi manager
  - Shawn McGrath
- Alcunhas
  - "Handsome" ("Lindo")[3]
  - "The One-Man (Southern) Rock Band" (A Banda (Sulista) de Um Homem Só")[2]
- Temas de entrada
  - "We Are One" por 12 Stones (7 de junho de 2010 - 10 de janeiro de 2011; enquanto parte do Nexus)
  - "End of Days" (várias versões)[61] (14 de janeiro de 2011 - 10 de junho de 2011; enquanto parte do The Corre)
  - "Black or White" por Bleeding In Stereo[62] (17 de junho de 2011 - 17 de julho de 2011; individualmente e em dupla com Justin Gabriel)
  - "South Bound" por Jimmy Norman (28 de julho de 2011 - 18 de agosto de 2011)
  - "One Man Band" por Jim Johnston (18 de agosto de 2011 - presente)

## Títulos e prêmios
- Florida Championship Wrestling
  - FCW Florida Heavyweight Championship (1 vez)[12]
  - FCW Florida Tag Team Championship (1 vez) – com Joe Hennig[12]
  - FCW Southern Heavyweight Championship (1 vez)[9]
- Georgia Championship Wrestling
  - NWA/GCW Columbus Heavyweight Championship (1 vez)[1]
- Pro Wrestling Illustrated
  - Rivalidade do Ano (2010) – The Nexus vs. WWE[63]
  - Lutador Mais Odiado (2010) – como parte do Nexus[64]
  - PWI o colocou na #66ª posição dos 500 melhores lutadores individuais de 2011[65]
- World Wrestling Entertainment / WWE
  - WWE Tag Team Championship (3 vezes) – com Justin Gabriel[23][34][36]
  - WWE SmackDown Tag Team Championship (1 vez) – com Rhyno
  - WWE 24/7 Championship (1 vez)
  - Slammy Award por Choque do Ano (2010) – Estreia do Nexus[66]

- Rolling Stone
  - Classificado como 7º lugar entre os 10 melhores lutadores de WWE de 2016[67]

## Filmografia

### Filmes
| Ano  | Título                     | Papel |
| ---- | -------------------------- | ----- |
| 2017 | The Marine 5: Battleground | Cash  |

### Shows televisivos
| Ano           | Título                      | Papel         |
| ------------- | --------------------------- | ------------- |
| 2013          | The JBL and Cole Show       | Ele mesmo     |
| 2013-2015     | The JBL and Renee Show      | Ele mesmo     |
| 2016-2017     | WWE Game Night              | Ele mesmo     |
| 2017          | Southpaw Regional Wrestling | Pelvis Wesley |
| 2021-presente | Heath House                 | Ele mesmo     |